# Saint-Pardoux-la-Rivière
 Saint-Pardoux-la-Rivière  (en occitano Sent Pardol la Ribiera) es una población y comuna francesa, situada en la región de Aquitania, departamento de Dordoña, en el distrito de Nontron y cantón de Saint-Pardoux-la-Rivière.

## Demografía
| 1453 | 1360 | 1347 | 1309 | 1174 | 1091 |
| Para los censos de 1962 a 1999 la población legal corresponde a la población sin duplicidades (Fuente: INSEE [Consultar]) |      |      |      |      |      |